# Adin Bukva
Adin Bukva (sinh ngày 11 tháng 1 năm 1998) là một cầu thủ bóng đá người Thụy Điển thi đấu cho Åtvidabergs FF cho mượn từ IFK Norrköping